# Zběsilá láska
Zběsilá láska (v originále L'Amour ouf) je francouzsko-belgický hraný film z roku 2024, který režíroval Gilles Lellouche jako adaptaci románu Jackie Loves Johnser OK? od Nevilla Thompsona. Film měl světovou premiéru na filmovém festivalu v Cannes dne 24. května 2024.

## Děj
V 80. letech 20. století se na severu Francie do sebe zamilují dva teenageři Clotaire a Jackie, navzdory rozdílům ve společenském postavení. Jackie nedávno přišla o matku, žije s otcem a sní o emancipaci, zatímco Clotaire nemůže najít práci a postupně se dostává do kriminálního prostředí. V 90. letech, poté, co strávil deset let ve vězení za zločin, který nespáchal, se Clotaire a Jackie opět setkávají. Ale Jackie je nyní vdaná, má nový život a zdá se, že se k jejich minulosti nadobro obrátila zády. Ale ve skutečnosti ani jeden z nich nezapomněl na lásku, která je pohltila jako teenagery, a která se znovu vynořila a převrací jejich životy naruby.

## Obsazení
| Adèle Exarchopoulos | Jacqueline, ve věku 25 let |
| François Civil      | Clotaire, ve věku 28 let   |
| Mallory Wanecque    | Jackie, ve věku 15 let     |
| Malik Frikah        | Clotaire, ve věku 17 let   |
| Alain Chabat        | otec Jackie                |
| Benoît Poelvoorde   | La Brosse                  |
| Vincent Lacoste     | Jeffrey Valrinck           |
| Jean-Pascal Zadi    | Lionel, ve věku 28 let     |
| Élodie Bouchezová   | matka Clotaire             |
| Karim Leklou        | otec Clotaire              |
| Raphaël Quenard     | Kiki, ve věku 20 let       |
| Anthony Bajon       | Tony La Brosse             |
| Nicolas Wanczycki   | Henri Gachet               |
| Andranic Manet      | dealer                     |
| Liv Del Estal       | Tara                       |
| Guillaume Mélanie   | zaměstnanec v kantýně      |
| Syrus Shahidi       | učitel tělocviku           |
| Affif Ben Badra     | číšník v baru              |
| Johann Dionnet      | zaměstnanec v supermarketu |

## Ocenění
- César: nejlepší herec ve vedlejší roli (Alain Chabat); nominace v kategoriích nejlepší režisér (Gilles Lellouche), nejlepší herec pro Françoise Civila, nejlepší herečka (Adele Exarchopoulos), nejlepší herečka ve vedlejší roli (Élodie Bouchezová), nejslibnější herec (Malik Frikah), nejslibnější herečka (Mallory Wanecque), nejlepší kostýmy (Isabelle Pannetier), nejlepší výprava (Jean-Philippe Moreaux), nejlepší kamera (Laurent Tangy), nejlepší střih (Simon Jacquet), nejlepší zvuk (Cédric Deloche, Gwennolé Le Borgne, Jon Goc a Marc Doisne), nejlepší filmová hudba (Jon Brion)